# Conrad Heyer

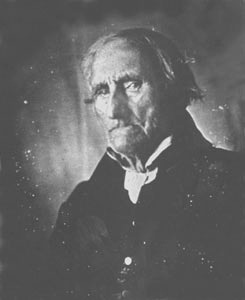
Conrad Heyer (1852)

Conrad Heyer (* 10. April 1749 in Waldoboro; † 19. Februar 1856 ebenda) war ein amerikanischer Bauer und Veteran des Amerikanischen Unabhängigkeitskrieges. Er gilt als einer der frühestgeborenen Menschen, die lebend fotografiert wurden.

## Leben
Conrad Heyer war das erste Kind, welches im Ort Waldoboro – zu der Zeit noch Broad Bay Plantation – zur Welt kam. Er war das Kind deutscher Auswanderer aus dem Rheinland. Während des Amerikanischen Unabhängigkeitskriegs kämpfte Heyer unter George Washington für die Kontinentalarmee und kehrte im Dezember 1776 aus diesem zurück. Er arbeitete fortan als Farmer in Waldoboro.
Im Jahr 1852 posierte Heyer im Alter von 103 Jahren für ein Daguerreotypie-Porträt. Mit dieser Aufnahme gilt er mit als einer der frühest geborenen lebendig fotografierten Menschen, deren Aufnahme noch existiert.
Conrad Heyer starb am 19. Februar 1856 im Alter von 106 Jahren. Er wurde mit vollen militärischen Ehren begraben.